# 山内積良
山内 積良（やまうち せきりょう、本名同じ、旧姓:金田、1883年〈明治16年〉12月10日 - 1949年〈昭和24年〉2月2日）は、日本の実業家、山内房治郎商店2代店主。元任天堂取締役社長の山内溥は孫にあたる。

## 来歴
京都府京都市に「任天堂骨牌」（山内房治郎商店）を創業し花札の製造販売を始めた山内房治郎は男児に恵まれず、1907年に金田弥兵衛の二男積良を長女の婿養子として迎え入れた。
積良は1929年に山内房治郎商店2代店主に就任。房治郎から家督を相続し、花札製造業をいっそう発展させた。房治郎が並行していた建材業（石灰・セメント）は積良自身も行っていたが、次女の婿に灰孝本店を継承させ、分家独立させた。
1933年には「合名会社山内任天堂」を設立。手狭になった本社を移転し、同時に生産機構の合理化、経営効率の改善をおこなった。
1947年には、販売子会社「株式会社丸福」を設立、同時にかるた・トランプの自主流通を始める。株式会社丸福は「株式会社丸福かるた販売」「任天堂かるた株式会社」「任天堂骨牌株式会社」を経て1963年に任天堂株式会社となっている。任天堂製花札のパッケージに丸福の印が使用されている。
積良も房治郎同様、家督を相続すべき男児に恵まれず（旧民法では家督相続者は「長男」でなければいけなかった）、長女の婿養子に工芸家出身の稲葉鹿之丞を迎え入れ、二人の間に念願の長男・博（山内溥）が生まれる。しかし、鹿之丞が近所の女性と駆け落ち（出奔）してしまい、幼い孫の博が残された。
1949年、病でこの世を去る。66歳没。死の直前、家督をわずか22歳で継ぐことになった孫の博の「任天堂で働く山内家の者は自分以外に必要ない」と言う条件を呑み、会社にいた山内家の従兄弟達を会社から退けた。

## 任天堂旧本社社屋
かつての山内任天堂本社社屋は任天堂正面営業所を経て合名会社山内任天堂の後身である「株式会社山内」の所有となり、2020年には既存建物の改修と一部新築を行ったうえでホテルとして2021年に開業する計画が発表された。その後、2022年春開業予定に変更され、宿泊者以外でも利用できるレストランが用意される事が発表された。
2022年1月20日、ホテル名を「丸福樓」とする事、4月1日に開業する事が発表され、宿泊予約も開始された。